# 이새벽 (배우)
이새벽(본명은 이세백, 1966년 10월 20일 ~ )는 대한민국의 배우이다.

## 출연작

### 드라마
- 1998년 MBC 마음이 고와야지
- 2004년~2005년 KBS1 불멸의 이순신 - 정발 역
- 2005년~2006년 MBC 신돈 - 안우 역
- 2006년 KBS1 서울 1945 - 검문소장 역
- 2006년~2007년 KBS1 대조영 - 흑수말갈 족장 역
- 2007년 MBC 태왕사신기 - 호개군 장수 역
- 2008년 MBC 흔들리지마
- 2008년 KBS1 TV소설 큰언니
- 2009년 SBS 자명고 - 마조 역
- 2010년~2011년 MBC 욕망의 불꽃
- 2013년~2014년 MBC 황금 무지개